# Anomalosa
Anomalosa Roewer, 1960 è un genere di ragni appartenente alla famiglia Lycosidae.

## Distribuzione
Le 2 specie note di questo genere sono state reperite in Australia: la specie dall'areale più vasto è la A. oz, rinvenuta in Australia meridionale, Nuovo Galles del Sud, Victoria.

## Tassonomia
Le caratteristiche di questo genere sono state ben evidenziate a seguito dello studio dell'aracnologo Roewer (1960d) sugli esemplari di Anomalomma kochi Simon, 1898.
Non sono stati esaminati esemplari di questo genere dal 2006.
Attualmente, a luglio 2016, si compone di 2 specie:
- Anomalosa kochi (Simon, 1898)[2] — Queensland
- Anomalosa oz Framenau, 2006 — Australia meridionale, Nuovo Galles del Sud, Victoria

### Specie trasferite
- Anomalomma harishi (Dyal, 1935); trasferita al genere Anomalomma Simon, 1890[1].